# Laxmi Prasad Devkota
Laxmi Prasad Devkota (12. listopadu 1909 Káthmándú – 14. září 1959 Káthmándú) byl nepálský básník, dramaturg, romanopisec a politik. Byl poctěn titulem Mahakabi v nepálské literatuře a znám jako básník se zlatým srdcem. Je považován za jednu z nejvýznamnějších literárních osobností Nepálu. Mezi jeho nejznámější díla patří bestseller Muna Madan, stejně jako Sulochana, Kunjini, Bhikhari a Shakuntala.